# 藤原忠彦
藤原 忠彦（ふじわら ただひこ、1938年〈昭和13年〉11月22日 - ）は、日本の政治家。元長野県川上村長（8期）、元全国町村会長（4期）。

## 来歴
1938年（昭和13年）11月22日、長野県南佐久郡川上村で出生。
長野県臼田高等学校中退。農業に従事したのち、1961年（昭和36年）、大型トラクターの運転手として川上村の臨時職員に採用。その2年後の1963年（昭和38年）に正規職員として採用され、議会事務局長、企画課長などを歴任。
1988年（昭和63年）、川上村長選挙に出馬し、初当選。同年2月26日、川上村長に就任。
川上村長として独自の行政サービス実現に邁進し、専用カードで24時間利用できるシステムを構築した「24時間図書館」の運用、高原野菜のための土壌開発・新種開発・機械化・ブランド創り・海外輸出、レタスの市況や気象などを伝えるケーブルテレビ局の開設、地元産カラマツを活用した中学校の建設、赤字だった民間バス路線をスクールバスの車両と運転手を活用して村営化し、黒字に転換するなど、先進的な取り組みを展開した。
2005年（平成17年）1月22日、長野県町村会長に就任。
2010年（平成22年）、日本航空高等学校を卒業。
2010年（平成22年）4月21日、全国町村会長に就任。4期務め、環太平洋経済連携協定対策の基金創設を求める特別決議や道州制反対決議などを主導した。
2017年（平成29年）7月30日、全国町村会長を退任。同月31日、全国町村会顧問に就任。
この他、東京オリンピック・パラリンピック競技大会組織委員会顧問、第31次地方制度調査会委員、日本赤十字社理事、長野県社会福祉協議会会長などを歴任。
2019年（令和元年）12月12日、任期満了に伴う川上村長選挙に出馬すると表明したが、同月27日、一転して出馬しない意向を示し、2020年（令和2年）2月26日、退任。
2020年（令和2年）3月25日、長野県土地改良事業団体連合会会長に就任。
2021年（令和3年）4月29日、旭日重光章を受章。

## 著書
- 平均年収2500万円の農村 : いかに寒村が豊かに生まれ変わったか（2009年、ソリック）、ISBN 978-4-9045-2800-6